# Pericompus ephippiatus
Pericompus ephippiatus är en skalbaggsart som beskrevs av Thomas Say 1834. Pericompus ephippiatus ingår i släktet Pericompus och familjen jordlöpare. Inga underarter finns listade i Catalogue of Life.